# Saint-Junien-la-Bregère
 Saint-Junien-la-Bregère  es una comuna (municipio) de Francia, en la región de Lemosín, departamento de Creuse, en el distrito de Aubusson y cantón de Royère-de-Vassivière.
Su población en el censo de 1999 era de 160 habitantes.
Está integrada en la Communauté de communes de Bourganeuf - Royère-de-Vassivière.

## Demografía
| 326 | 340 | 272 | 223 | 193 | 160 |
| Para los censos de 1962 a 1999 la población legal corresponde a la población sin duplicidades (Fuente: INSEE [Consultar]) |     |     |     |     |     |